# 东外环停车场
东外环停车场是宁波轨道交通的一座停车场，服务于宁波轨道交通2号线。东外环停车场位于镇海区蛟川街道，风华路东侧，宁波铁路枢纽北环线南侧，前大河西侧，接轨于清水浦站东端，占地面积8.3公顷，主要任务为定修、临修和停车、列检。

## 结构
东外环停车场南北长约720米，东西宽150米。停车场为高架三层，承担车辆清理、停放、检测、消毒任务，同时承担地铁材料备品储存和职工培训任务。